# Rokokosaal (Herzogin-Anna-Amalia-Bibliothek)

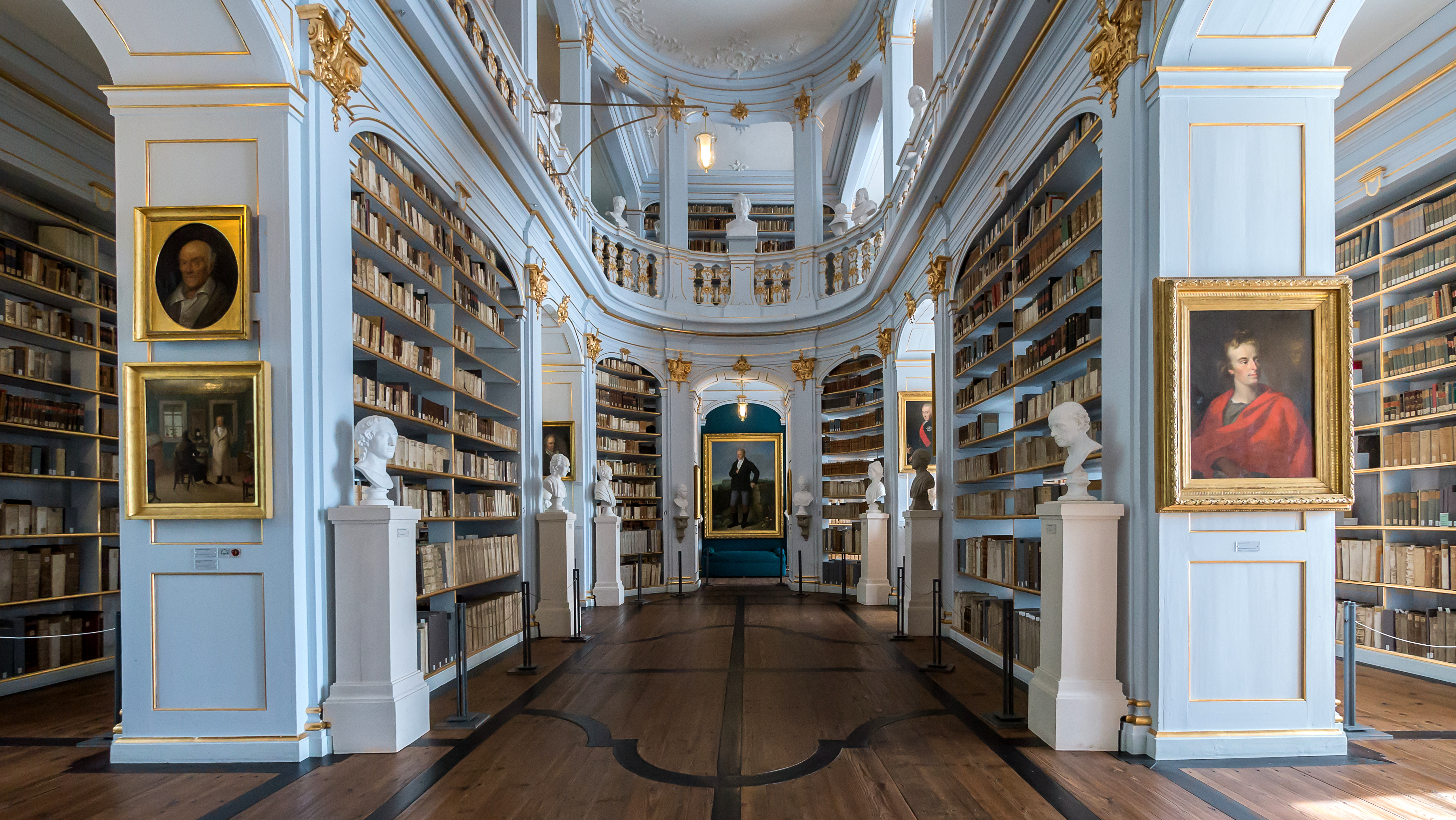
Rokokosaal unten

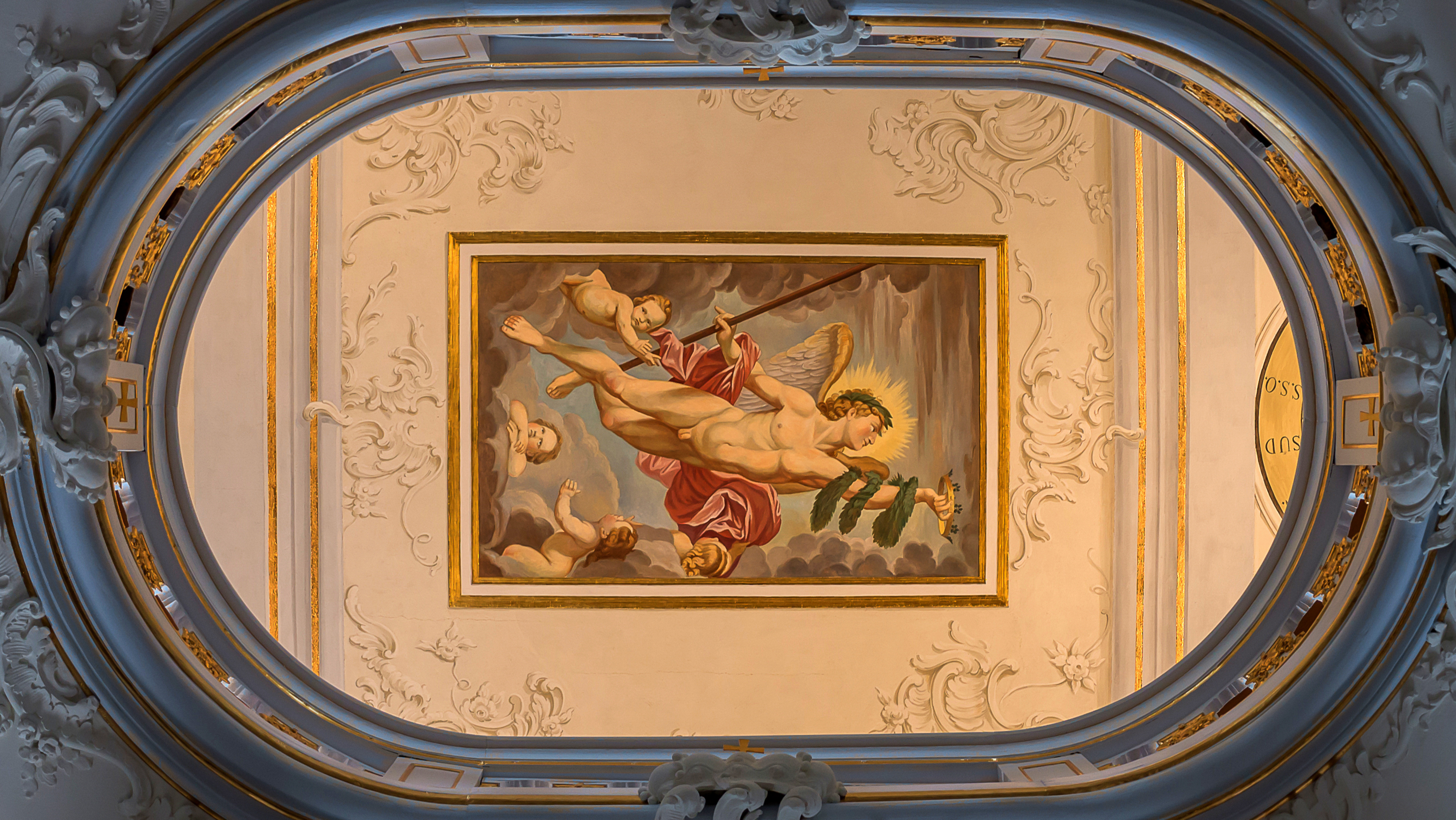
Deckengemälde „Der Genius des Ruhmes“

Der Rokokosaal der Herzogin-Anna-Amalia-Bibliothek in Weimar, errichtet ab 1760, bildet gewissermaßen das Herzstück dieser Einrichtung und ist in seiner Gestaltung einzigartig. Er enthält nicht nur wertvolle Buchbestände, sondern auch Gemälde und Porträtplastik. Er ist besonders prachtvoll ausgestaltet.

## Geschichte
Das sogenannte Grüne Schloss, das als Wohngebäude für Herzog Johann Wilhelm nach seiner Heirat mit der Pfalzgräfin Dorothea Susanna diente. wurde zwischen 1562 und 1569 von den Hofbaumeistern Nikolaus Gromann und Erhard van Mehren erbaut. Der Name Grünes Schloss geht vermutlich auf die Patina der Kupferdeckung des Daches zurück. 1706 ernannte Herzog Wilhelm Ernst den Wittenberger Universitätsprofessor Konrad Samuel Schurzfleisch zum ersten Direktor der Fürstlichen Bibliothek.
Den Bibliotheksaal richtete der Landbaumeister August Friedrich Straßburger ein im Stile des späten Rokoko, der auch die Pläne dafür erarbeitete, die dann zur Realisierung kamen. Dazu ließ er das Gebäude im Innern entkernen und die durchgängige Holzkonstruktion einfügen. Die nur 21 × 11 Meter große Grundfläche ließ er im ersten Stockwerk mit einem Oval in der Raummitte ausstatten, durch dessen 12 Pfeiler Buchregale eingezogen sind bzw. Durchgänge haben und für den Lichteinfall freigehalten sind. Um die Pfeiler führt ein Umgang, der den Zugriff auf die Bücher von allen Seiten her ermöglicht. Auf der durch die Pfeiler getragenen ersten Galerie stehen weitere Bücherregale, die zurückgesetzt aufgestellt wurden. Auch diese flache stuckverzierte Decke wurde durchbrochen, dass auf der zweiten Galerie weiterer Platz für Bücherregale geschaffen wurde. Vor dem Brand 2004 stand hier die Musikaliensammlung. Von diesem wurde eine Verbindung geschaffen zu dem als Büchermagazin genutzten alten Stadtturm. Das geschah auf Goethes Anregung 1805 hin.
Im Jahre 1766 veranlasste die Herzogin Anna Amalia den Umzug der Bücher in das sogenannte Grüne Schloss, womit die zunächst 30.000 Bücher eine neue Öffentlichkeitswirksamkeit erhielten.
Das Deckengemälde des Rokokosaales der Herzogin-Anna-Amalia-Bibliothek Der Genius des Ruhms ist die 2007 geschaffene Rekonstruktion des verbrannten Deckengemäldes Johann Heinrich Meyers nach Annibale Carracci, die der Augsburger Kunstmaler Hermenegild Peiker samt Windrose und gemalten Stuckverzierungen direkt auf den Putz brachte.
Im Vorraum zum Rokokosaal sind einzelne Kunstkammerstücke ausgestellt wie die originelle Figur des Harlekin oder eine Hand aus Ambra mit Rubinring und stilisiertem Vergissmeinicht, vermutliche Herkunft Spanien von 1683, ein Elfenbeinkrug und weiteres.